# صبحي سعدو
صبحي سعدو العابد (1922 - 2012) ، مصارع سوري أحرز بطولة العالم للمصارعة الحرة.

## بدايته
ولد صبحي سعدو العابد  في مدينة حمص في الرابع من فبراير عام 1922 وتعلم القراءة والكتابة عند الشيخ أحمد الشراشفي واضطر للعمل مع والده بنقل اكياس القمح في محطة القطار وهو في عمر السادس عشر ولكن لبنيته القوية تم تقديمه لمؤسس المصارعة بحمص من قبل المصارع السوري عبد الرحمن كولكو وتصارع معه في أول لقاء له عام 1938 وفاز عليه عبد الرحمن، وبعد ما قضى فترة في ممارسة الرياضة ، ثم سافر إلى طرابلس وبيروت والقاهرة ، بعد وصوله إلى القاهرة عام 1939 بحث عن نادي لممارسة المصارعة فكان نادي مختار حسين ل العاب القوى وصاحب المركز الخامس في (أولمبياد برفين 1936)
حيث تعرف هناك على ابطال اولمبيين كسيد محمد نصر وخضر التوني وإبراهيم شمس وعطية محمد وبدا بممارسة كمال الأجسام وحمل الأثقال رغم حبه للمصارعة ، ثم تدرب على يد المدرب الأولمبي إبراهيم كامل بوزن المتوسط لمدة سنتين وهو يتدرب أيضا على يد المدرب الأولمبي إبراهيم مصطفى.

## القابه وبطولاته
في 1942 شارك صبحي سعدو في أول بطولة لكمال الأجسام في القاهرة ومن بين 104 متسابق حصل على اللقب وهو في الثانية والعشرين من عمره ، علما بان منتخب سوريا للمصارعة زار مصر وقتئذ فحاول صبحي سعدو اللعب لكن اتحاد المصارعة المصري اعترض على ذلك لانه يحمل بطولة كمال الأجسام باسم مصر واستطاع صبحي سعدو الحفاظ على البطولة ثلاث سنوات متتالية وكذلك بطولة المصارعة الرومانية التي تقام ضمن النادي وكان يدفع للبطل ربع ريال تشجيعا له وعندما حاول المشاركة في البطولة السنوية للمصارعة الرومانية في مصر انقسم اتحاد اللعبة على نفسه ، قسم بشخصية رئيس الاتحاد والقسم ، والثاني باعضاء مجلس الاتحاد لقضائه ثلاث اسابيع لكل فئة الدرجة الثالثة والثانية ثم الأولى بينما ينص قانون الاتحاد ان يقضي المصارع 6 أشهر ولكن أحمد صبح رئيس الاتحاد حسم الموقف فشارك في البطولة وفاز على خصومه في الدور التمهيدي والنهائي على الزعيم وبتثبيت الكتفين على اما حسن وسط الفراش بعد أن اعاد الحكم الحركة أكثر من مرة ووسط عاصفة توج بلا لوزن المتوسط للمصارعة الرومانية.

## هجرته
بعد تتويجه في المبارات النهائية تقدم اليه ضابط كندي وهناه بالفوز وكان وقد سبق وشاهده عام 1942 عندما احرز أول بطولة لكمال اجسام في حديقة الازبكية بالقاهرة وعرض عليه السفر إلى كندا وهناك تولى امره وفي بداية الأمر نظر إلى العرض بسخرية ولكن الضابط اكد له ذلك وسافر صبحي إلى مدينة السويس وعمل على متن باخرة مسافرة إلى كندا بعد أن دفع 5 جنيهات إلى رب العمل ولكنه فوجئ بالباخرة تحط رحالها على سواحل الهند وهناك طال انتظاره بالباخرة كندية لتحقيق اماله إلى أن فرجت وقادته الباخرة إلى مدينة سان جان بكندا وفي ايار 1945 استقبلته الجالية السورية واللبنانية في مدينة مونتريال وهناك فوجئ بوفاة الضابط الكندي في حادث سيارة وتعرف على بعض الشباب السوريين والعرب في كندا وكان منهم شاب لبناني اسمه جاد الشعار الذي أصبح مدير أعماله فيما بعد، حينها انتسب إلى نادي المصارعة واي ام سي أي واشرف عليه المدرب اليوناني مايك ديمتري وبعد اختباره مع عدة أشخاص بالنادي نجح بذلك وانطلق نحو العالمية.

## العمامة العربية تتألق
وعرض عليه راي لامونتاين المشرف على برنامج المصارعة مقابلة بطل كندا الشرس بوب روسيل مقابل 3000 دولار وفي يوم الاثنين 25 نوفمبر 1945 اطاح صبحي سعدو بالمصارع بوب راسل وهزمه وكان المفاجئة للجميع وانهالت عليه العروض وحقق الفوز تلو الآخر إلى أن حقق بطولة العالم للمصارعة الحرة بوزن خفيف الثقيل وفاز على المصارع بول لورتي أيامها، ودعمته حينها الجالية العربية التي وقفت إلى جانبه وعرفت العرب عليه عبر الصحيفة الصادرة باسمها ادليل وبعنوان مصارع  سوري يفوز ببطولة العالم  التي قالت : دخل شاب أديب إلى مدينة الجبل الملوكي مونتريال صبحي العابد من مواليد مدينة حمص في سورية ولم يكن له معروف سابقا وبنفس العام حصل على بطولة ملبورن بأستراليا وشارك بدورة الكومنولث واحرز الميدالية الذهبية بعد فوزه على ابطال الهند وأستراليا وانكلترا وانهالت عليه العروض من الولايات المتحدة الأمريكية بعد أن حقق انتصارات متتالية دون هزيمة ، وفي عام 1954 واحتفظ ببطولة العالم لعدة سنوات وتنازل عن الحزام الذهبي للمصارع الأمريكي بيلي روجز وهو بالقمة وقاد اللقاء الحكم جولويس وهو بطل العالم للملاكمة ثم اتجه للمصارعة.

## السينما والإعلانات
حقق البطل السوري العالمي صبحي سعدو بطولة العالم ونافس أكبر الأبطال في أمريكا وكندا ودول العالم وكتبت عنه الصحف والمجلات الأجنبية كثيرا وبالنسبة لمشاركته السينمائية أثناء وجوده في مصر عرض عليه الممثل القدير عباس فارس العمل في السينما ومثل في فيلم غرام وانتقام بطولة اسمهان وفريد الاطرش ويوسف وهبي وفيلم ماجدة وحصل مقابل ذلك على اجر 12 جنيه ، اما مجال الإعلان فعمل في الدعاية لمنتوجات زراعية وملابس وإعلانات دعائية.

## وفاته
```
توفي 
صبحي سعدو
 إثر استهدافه من قبل قناص مجهول في شارع الدبلان في 
حمص
  حيث وافته المنية في تاريخ 27 مارس 2012 وتم دفنه في نفس اليوم.
[
2
]
```